# Fundația Renăscută
Fundația Renăscută sau Înainte de Fundație (1993) (titlu original Forward the Foundation) este un roman al autorului de literatură științifico-fantastică Isaac Asimov. Este ultimul scris de către Asimov în ordinea publicării și al doilea în ordinea cronologică a desfășurării acțiunii din Seria Fundația. Cartea este scrisă într-un stil similar Fundației originale, cu capitole despărțite de lungi intervale de timp. (Ambele cărți au fost publicate inițial în revistele science fiction sub forma unor povestiri independente.)
Acțiunea se petrece pe Trantor, la opt ani după evenimentele din Preludiul Fundației, descriind modul în care Hari Seldon a transformat teoria psihoistoriei dintr-un concept ipotetic într-o aplicație practică la scara evenimentelor galactice.

## Rezumat
12028 Era Galactică
Începută în ultimii ai ai domniei Împăratului Cleon I, munca lui Seldon îl introduce pe acesta în lumea politicii galactice, ducându-l pe înălțimile puterii imperiale ca Prim Ministru al lui Cleon I - după misterioasa dispariție a fostului Prim Ministru, Eto Demerzel, despre care Hari știa că este R. Daneel Olivaw). Astfel, prima amenințare la adresa supraviețuirii Imperiului - reprezentată de un individ pe nume Joranum - este îndepărtată.
12038 Era Galactică
O nouă mișcare are loc pe Trantor, care vrea să saboteze infrastructura, determinând căderea guvernului Seldon. Raych se infiltrează în sânul mișcării, dar este demascat, drogat și trimis să își ucidă propriul tată. Tentativa de asasinat eșuează datorită unui agent imperial, Manella Dubanqua, însă Împăratul e ucis. Seldon își pierde poziția de Prim Ministru, iar puterea ajunge în mâinile unei junte militare.
12048 Era Galactică
Seldon și Amaryl au făcut mari progrese în ceea ce privește psihoistoria, mai ales datorită aportului matematicianului Tamwille de Sorbh. Pentru a-și atinge scopurile, junta militară vrea să se debaraseze de Seldon, dar tentativa de asasinat este dejucată de Dors Venabili - soția și protectoarea lui Hari - cu prețul vieții ei.
12058 Era Galactică
După moartea lui Dors, Raych și familia sa au plecat pe Santanni, la 9000 de parseci de Trantor, lăsând-o alături de Hari doar pe fiica lor mai mare, Wanda. În timpul revoltei care are loc pe planeta Santanni, Raych este ucis, iar soția sa și fiica lor mai mică dispar și nu mai sunt găsite niciodată. Cum Yugo Amaryl fusese doborât de tensiunea muncii sale, Hari Seldon a rămas singur, căci singura persoană apropiată care i-a mai rămas - nepoata sa, Wanda - e trimisă să pună bazele celei de-a doua Fundații.  
Declinul Imperiului Galactic se accelerează în timpul ultimelor capitole, la fel ca și starea de sănătate a lui Seldon. Simultan, Hari reușește în sfârșit să descopere secretele psihoistoriei și începe creionarea marelui său plan, care va ajunge să fie cunoscut ca Planul lui Seldon - harta supraviețuirii post-Imperiu a omenirii.
12069 Era Galactică - Anul I al Fundației
Hari Seldon decedează pe Trantor.

### Capitolele cărții
1. Eto Demenzel

2. Cleon I

3. Dors Venabili

4. Wanda Seldon

5. Epilog

## Personaje
- Hari Seldon

- Yugo Amaryl

- Jo Jo Joranum

- Eto Demenzel

- Dors Venabili

- Wanda Seldon

- Raych Seldon

## Locul romanului în cadrul universului asimovian

### Alter ego-ul lui Isaac Asimov
Paralelele găsite în această carte (ultima scrisă de Asimov) între Hari Seldon și Isaac Asimov, precum și concentrarea atenției asupra îmbătrânirii și morții lui Seldon, întăresc ideea că Asimov l-a considerat pe acesta alter-ego-ul său literar. Unele gânduri și opinii exprimate de Seldon în această carte sunt considerate a fi de natură autobiografică, iar o a doua lectură a romanului ar putea arunca lumină asupra gândurilor intime pe care Asimov le-a avut către sfârșitul vieții.

### Lista cărților din seria Fundația
- Preludiul Fundației
- Fundația Renăscută
- Fundația
- Fundația și Imperiul
- A doua Fundație
- Marginea Fundației
- Fundația și Pământul

### Moștenirea
La 10 ani după moartea lui Asimov, cu permisiunea reprezentanților patrimoniului Asimov, Gregory Benford, Greg Bear și David Brin, toți trei prieteni ai autorului, au scris A doua trilogie a Fundației cu scopul de a încheia saga Fundației.
Acțiunea celor trei romane se suprapune peste cea din Fundația renăscută, completând golurile existente în cadrul acesteia. Ca și încadrare aproximativă, se poate considera că cea mai mare parte a evenimentelor din Fundația renăscută se petrec între Teama Fundației de Gregory Benford și Fundație și haos a lui Greg Bear, a doua trilogie încheindu-se cu Triumful Fundației a lui David Brin.

## Traduceri în limba română
- 1995 - Fundația renăscută, Ed. Nemira, colecția "Nautilus", nr. 66, traducere Emilian Bazac, 400 pag., ISBN 973-9177-20-9
- 2004 - Înainte de Fundație, Ed. Teora, colecția SF nr. 52, traducere Mihai-Dan Pavelescu, 384 pag., ISBN 973-20-0377-4